# روب مودي
روب مودي (بالإنجليزية: Rob Moodie)‏ هو فلاح وضابط شرطة ومحامي نيوزيلندي، ولد في 1 أكتوبر 1938 في دنيدن في نيوزيلندا.